# Томас Ріґґс (яхтсмен)
Томас Ріґґс (англ. Thomas Riggs, 22 травня 1903 — 5 лютого 1976) — британський яхтсмен.
Срібний призер Олімпійських Ігор 1924 року в класі 8 метрів.